# Wyłogi

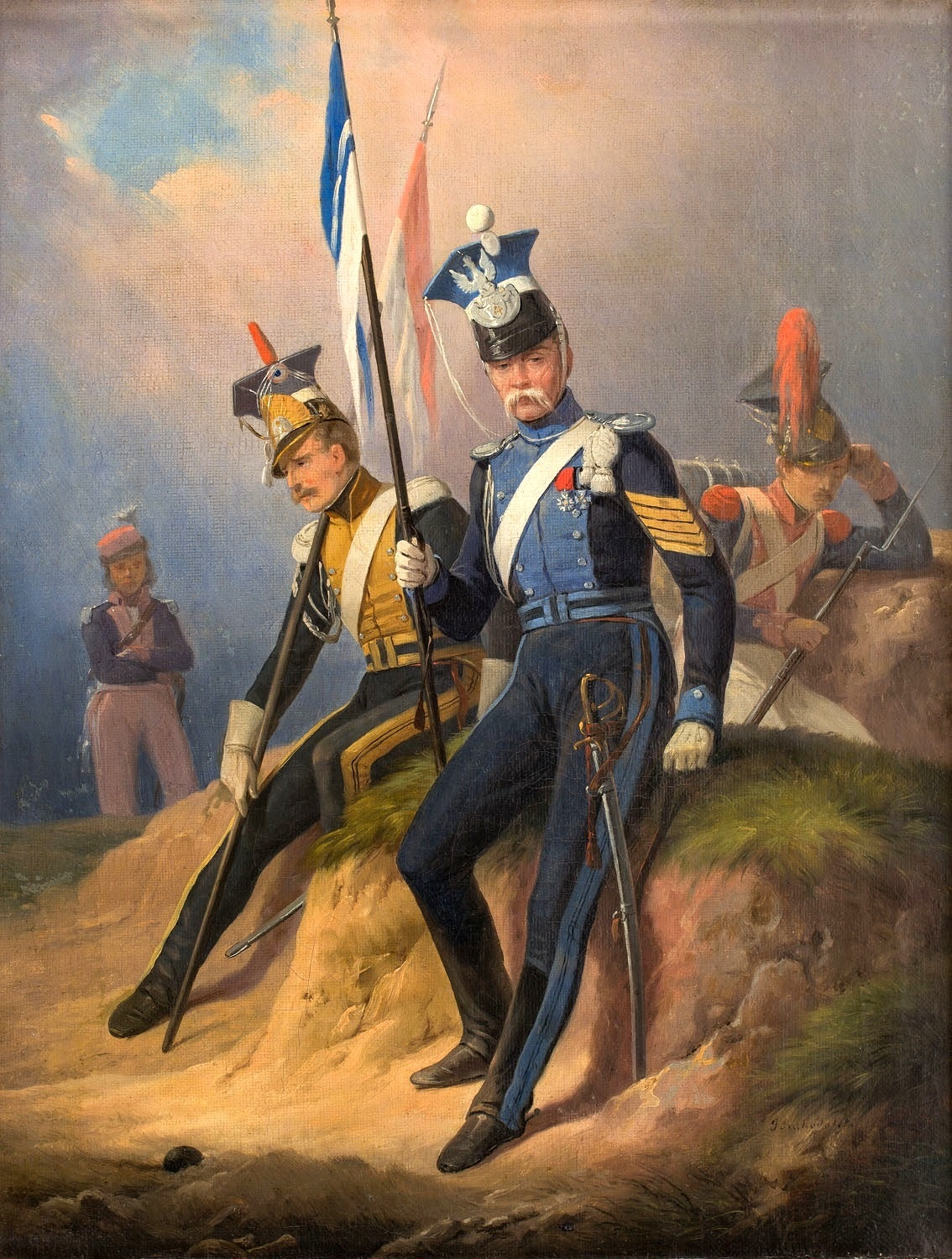
Ułani z różnobarwnymi rabatami na piersi munduru

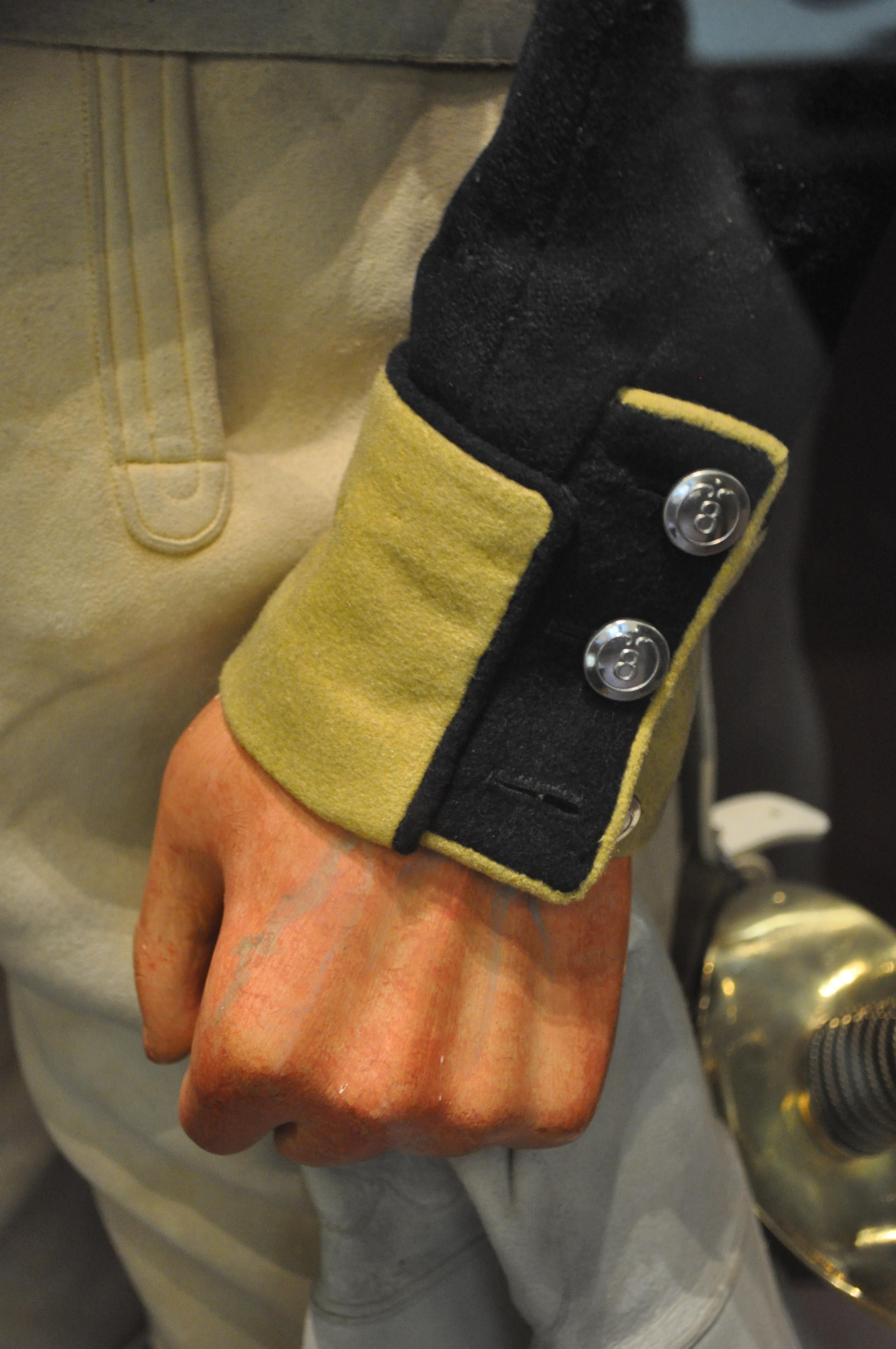
Obszlegi na rękawie francuskiego munduru kirasjerskiego

Wyłogi (obszlegi lub klapy, także ranwersy) – wyłożone, odwinięte na zewnątrz części ubioru. Charakterystyczne zwłaszcza dla mundurów historycznych, gdzie występują na piersiach (zwane rabatami), na rękawach i połach. Wprowadzono je do umundurowania w XVIII wieku. Ich barwa często była oznakowaniem broni lub oddziału. Również w zależności od kraju i epoki wyłogi przyjmowały różny wykrój i barwę.